# Menahem Mendel Lefin
Menahem Mendel Lefin, znany też jako Mendel Lewin z Satanowa (ur. 1749 w Satanowie na Podolu, zm. 1826 w Tarnopolu) – pisarz, działacz społeczny i tłumacz, polski Żyd będący pod wpływem idei oświeceniowych (Oświecenia), pionier polskiego odłamu tzw. oświecenia żydowskiego (haskala). 
Oddalony od środowiska chasydzkiego, Lefin był tzw. maskilem (מַשְׂכִּיל), mędrcem, bliskim przez to swojemu mistrzowi, Mojżeszowi Mendelssohnowi. Zgodnie z ideami Oświecenia, Lefin chciał przedstawić szerokiej żydowskiej publiczności współczesną literaturę i osiągnięcia nauki. Był m.in. autorem tłumaczenia biblijnej Księgi Przysłów na jidisz.
Jego najbardziej znaną publikacją była adaptacja Rules of Conduct Benjamina Franklina. W 1791 roku opublikowano drugą część dzienników tego amerykańskiego polityka, zawierała ona listę trzynastu cnót wraz z metodą pozwalającą na to, by motywowały one czytelnika do cnotliwego działania. Lefin przetłumaczył i rozwinął Rules of Conduct, dokonując koniecznych zmian odniesień kulturowych tak, aby dzieło stało się dostępne dla osób posługujących się na co dzień językiem jidisz i hebrajskim. Opublikował je  w 1808 roku pt. Sefer Heshbon Ha-Nefesh (Księga rachunku sumienia). Wielokrotnie wznawiana, książka stała się bardzo popularna, i w 1844 roku doczekała się kolejnego wydania dzięki staraniom Israela Salantera, będącego założycielem ruchu Mussar. 
Zdaniem Nancy Sinkoff, (której doktorat na Columbia University w 1996 r. poświęcony był Lefinowi), wyjątkowość haskali Lefina polegała na jego przywiązaniu do polskich tradycji i specyfiki miejsca, jakie zajmowali Żydzi w polskim społeczeństwie, co było odległe od uniwersalistycznych i ponadnarodowych haseł innych europejskich myślicieli Oświecenia, również żydowskiego. Nie był zaangażowany w popularny w tym okresie ruch emancypacyjny Żydów, bo celem jego wersji haskali była nie całkowita asymilacja, ale zachowanie żywej i stymulującej tradycji żydowskiej. 

## Publikacje
- Sefer Heshbon Ha-Nefesh, Lwów, 1808.